# Sinterklaas, wie kent hem niet
Sinterklaas, wie kent hem niet is een sinterklaaslied dat in het najaar van 1982 werd geschreven door Henk Westbroek en Henk Temming van de Nederlandse popgroep Het Goede Doel, die het uitvoerden als het duo Henk en Henk. Op 10 oktober 1982 werd het nummer oorspronkelijk op vinylsingle uitgebracht en in oktober 2013 als "regenboogversie 2013" op cd-single.

## Achtergrond
De plaat werd een hit omdat dj Frits Spits en producer-invaller Tom Blomberg deze veel draaiden in het radioprogramma De Avondspits op Hilversum 3. Hierna werd de plaat ook opgepikt door de overige omroepen en werd een radiohit in de destijds drie landelijke hitlijsten op de nationale publieke popzender. De plaat stond in december 1982 in de top 20 van zowel de Nederlandse Top 40 als de Nationale Hitparade. In de TROS Top 50 bereikte de plaat de 26e positie. In de Europese hitlijst op Hilversum 3, de TROS Europarade, werd géén notering behaald.
In België (Vlaanderen) werd de plaat wel regelmatig gedraaid op de landelijke radiozenders, maar behaalde desondanks géén notering in zowel de voorloper van de Vlaamse Ultratop 50 als de Vlaamse Radio 2 Top 30.
Het is een van de weinige sinterklaashits uit de (recente) Nederlandse hithistorie, zeker binnen het rockgenre. De plaat stond niet op een van hun muziekalbums totdat Live!!! uitkwam.
Op de B-kant stond het kerstlied Het hoort met Kerstmis ook te sneeuwen (3:14). Na Sinterklaasdag begon men dit nummer ten gehore te brengen op de radio, maar een heropleving van de verkoop bracht dit niet tot stand. Meer succes hadden ze twee jaar later met hun kerstlied Eeuwige kerst.
De single is nog een paar jaar achtereen in november opnieuw in de handel gebracht, maar haalde de hitparades niet nóg een keer. Wel is de single in Nederland elk jaar rond Sinterklaasavond 5 december regelmatig op verschillende landelijke publieke en commerciële radiozenders te horen, soms meerdere keren per dag.
Op 23 oktober 2013 stond het nummer op de nummer 1 positie op iTunes. Deze actie was gestart onder leiding van dj Patrick Kicken, destijds dj op Radio Veronica, als protest tegen de actuele bezwaren tegen Zwarte Piet. Op zaterdag 26 oktober 2013 werd bekend dat de single na 31 jaar opnieuw binnenkwam op een 22e positie in de publieke hitlijst; toentertijd de Mega Top 50 op NPO 3FM. Bijna een week later, op vrijdag 1 november 2013, stond de single eveneens in de Nederlandse Top 40 op destijds Radio 538 op de 26e positie. Voor beide hitlijsten geldt dat de single na twee weken weer uit de hitlijsten verdween (zie hieronder bij 'Hitnoteringen').
In oktober 2013 brachten Henk & Henk een regenboogversie uit op cd-single vanwege de Zwarte Piet-discussie waar het woord 'zwarte' wordt vervangen met gele, blauwe, groene, paarse, bruine, oranje, rode, grijze, roze, en witte.

## Tekst
Het refrein luidt:
Sinterklaas, wie kent hem niet
Sinterklaas, Sinterklaas en natuurlijk Zwarte Piet
De schrijver is bedroefd dat hij hoewel hij Sinterklaas een paar keer geschreven heeft geen antwoord krijgt en behoorlijk aan het twijfelen wordt gebracht: Zwarte Piet, die in zijn vrije tijd opvallend bleekjes ziet. Ander opvallende tekst wordt gevormd door Taai Taai Taai etc. aangevuld met pepernoten. Het lied bevat een gitaar en synthesizer solo.

## Hitnoteringen

### Nederlandse Top 40
| "Sinterklaas, wie kent hem niet" in de Nederlandse Top 40 - binnen: week 49/1982; re-entry binnen: week 44/2013 | "Sinterklaas, wie kent hem niet" in de Nederlandse Top 40 - binnen: week 49/1982; re-entry binnen: week 44/2013 | "Sinterklaas, wie kent hem niet" in de Nederlandse Top 40 - binnen: week 49/1982; re-entry binnen: week 44/2013 | "Sinterklaas, wie kent hem niet" in de Nederlandse Top 40 - binnen: week 49/1982; re-entry binnen: week 44/2013 | "Sinterklaas, wie kent hem niet" in de Nederlandse Top 40 - binnen: week 49/1982; re-entry binnen: week 44/2013 | "Sinterklaas, wie kent hem niet" in de Nederlandse Top 40 - binnen: week 49/1982; re-entry binnen: week 44/2013 | "Sinterklaas, wie kent hem niet" in de Nederlandse Top 40 - binnen: week 49/1982; re-entry binnen: week 44/2013 | "Sinterklaas, wie kent hem niet" in de Nederlandse Top 40 - binnen: week 49/1982; re-entry binnen: week 44/2013 |
| Week | 1 | 2 | 3 | 4 | uit | 5 | 6 |
| --- | --- | --- | --- | --- | --- | --- | --- |
| Nummer | 35 | 25 | 24 | 40 | uit | 26 | 33 |

### Nationale Hitparade / Mega Top 50
| Sinterklaas, wie kent hem niet in de Nationale Hitparade - binnen: 04-12-1982 re-entry: 12-10-2013 re-entry: 26-10-13 | Sinterklaas, wie kent hem niet in de Nationale Hitparade - binnen: 04-12-1982 re-entry: 12-10-2013 re-entry: 26-10-13 | Sinterklaas, wie kent hem niet in de Nationale Hitparade - binnen: 04-12-1982 re-entry: 12-10-2013 re-entry: 26-10-13 | Sinterklaas, wie kent hem niet in de Nationale Hitparade - binnen: 04-12-1982 re-entry: 12-10-2013 re-entry: 26-10-13 | Sinterklaas, wie kent hem niet in de Nationale Hitparade - binnen: 04-12-1982 re-entry: 12-10-2013 re-entry: 26-10-13 | Sinterklaas, wie kent hem niet in de Nationale Hitparade - binnen: 04-12-1982 re-entry: 12-10-2013 re-entry: 26-10-13 | Sinterklaas, wie kent hem niet in de Nationale Hitparade - binnen: 04-12-1982 re-entry: 12-10-2013 re-entry: 26-10-13 | Sinterklaas, wie kent hem niet in de Nationale Hitparade - binnen: 04-12-1982 re-entry: 12-10-2013 re-entry: 26-10-13 | Sinterklaas, wie kent hem niet in de Nationale Hitparade - binnen: 04-12-1982 re-entry: 12-10-2013 re-entry: 26-10-13 |
| Week | 1 | 2 | 3 | 4 | | 5 | | 6 |
| --- | --- | --- | --- | --- | --- | --- | --- | --- |
| Nummer | 39 | 23 | 18 | 40 | uit | 100 | uit | 12 |

### TROS Top 50
Hitnotering: 02-12-1982 t/m 23-12-1982. Hoogste notering: #26 (1 week).

## Parodie
In oktober 2009 zong Henk Westbroek mee met het "Noord Geldersch Metaal" met medewerking van "Goddess Of Desire" in een parodie met de titel Satanklaas, je kent hem wel.